# ألكسندر جروزا
الكسندر جروزا (الروسية: Гроза, Александр) (و. 1807 – 1875 م) هو شاعر، وكاتب من الإمبراطورية الروسية، توفي عن عمر يناهز 68 عاماً.

## التعليم
تعلم في جامعة فيلنيوس
.